# Gundagai Shire
Gundagai Shire var ett lokalt självstyresområde i Australien. Det låg i delstaten New South Wales, i den sydöstra delen av landet, omkring 310 kilometer sydväst om delstatshuvudstaden Sydney. Området hade 3 597 invånare 2016.
Självstyret i Gundagai inrättades i form av en municipality 1889 och slogs 1923 samman med Adjungbilly Shire och tog namnet Gundagai Shire.
Området slogs samman med Cootamundra Shire i maj 2016 och bildade Cootamundra-Gundagai Region.
Utöver huvudorten Gundagai innefattade Gundagai Shire samhällena Coolac, Mundarlo, Nangus och Adjungbilly.